# Andreas Felger
Andreas Felger (* 1. Januar 1935 in Mössingen-Belsen) ist ein deutscher Maler, Bildhauer und Glaskünstler.

## Leben
Nach einer Lehre als Musterzeichner studierte Felger von 1954 bis 1959 an der Akademie der bildenden Künste in München. Er arbeitete zunächst als Textildesigner, vornehmlich für die Pausa-Werke. In den 1970er Jahren wandte er sich der Holzschnitttechnik und der Malerei zu.
Er erstellte Farbholzschnitte, Aquarelle, Ölmalerei, Skulpturen, Holzreliefs und Glasfenster. Sein Schaffen wird durch seine religiöse Spiritualität geprägt, ist jedoch nicht auf eine religiöse Strömung festgelegt und konfessionell ungebunden.
Seine Werke sind in öffentlichen Einrichtungen, Museen und Sammlungen vertreten und wurden seit 1970 in zahlreichen Ausstellungen im In- und Ausland gezeigt. Des Weiteren gibt es zahlreiche Buchveröffentlichungen, unter anderen zusammen mit Anselm Grün, Franz Kamphaus, Manfred Siebald, Joachim Wanke und Oliver Kohler. Er illustrierte eine Bibelausgabe mit insgesamt nahezu 300 Aquarellen und Skizzen.
Seit 1960 ist er selbständig tätig als freischaffender Künstler. 2002 gründete er die Andreas Felger Kulturstiftung zur Förderung zeitgenössischer Bildender Kunst.
Andreas Felger wohnte und arbeitete von 1991 bis 2009 im Kloster Gnadenthal in der Jesus-Bruderschaft, einer christlichen Kommunität, der er seit 1973 angehört.
Seit 2009 wohnt er wieder in Mössingen-Belsen und arbeitet seit 2010 in einer von ihm Atelier K genannten ehemaligen Kapelle in Mössingen-Bad Sebastiansweiler.

## Werke (Auswahl)
- Holzrelief im Bethesda-Krankenhaus Stuttgart (Memento vom 25. Juni 2011 im Internet Archive)
- Glasfenster: Kapelle auf dem Höchsten, Deggenhausertal[4]
- Lindenholz-Altarrelief (1986), Antependien und Prinzipalstücke: Altar, Kanzel, Taufbecken- (1983/5) sowie Osterkerzenständer (2010) in der Lukaskirche (Frankfurt am Main)
- Altarrelief (1988) in der Alt-Katholischen Kirche, Basaltstr.23, Frankfurt am Main: Innenseite: Emmaus; Vorderseite Paulus, Johannes der Täufer.
- Altarrelief, Taufbecken und Buntglasfenster in der Versöhnungskirche Schorndorf
- Christus-Pavillon auf der Expo 2000 in Hannover.